# Radik Jamlichanow
Radik Ramiljewicz Jamlichanow, ros. Радик Рамильевич Ямлиханов (ur. 30 stycznia 1968 we wsi Karmaskały w Baszkirskiej ASRR, Rosyjska FSRR) – rosyjski piłkarz, grający na pozycji pomocnika, trener piłkarski.

## Kariera piłkarska
W 1986 rozpoczął karierę piłkarską w Gastiełło Ufa. W 1988 przeszedł do Iskry Smoleńsk. W 1990 został zaproszony do Dynama Kijów, ale występował jedynie w drużynie rezerw. We wrześniu 1990 odszedł do Fakiełu Woroneż. Przed rozpoczęciem sezonu 1992 zasilił skład Urałmaszu Jekaterynburg. Po 5 sezonach powrócił do Fakiełu Woroneż, w którym ponownie pracował jako główny trener Siergiej Sawczienkow znany z poprzednich występów w Woroneżu. Był kapitanem drużyny, ale nie dograł sezon 2001 przez zarzuty jego słabej gry. W 2002 bronił barw klubów Mietałłurg Lipieck i Nieftiechimik Niżniekamsk. W 2003 powrócił do Urału Jekaterynburg. Potem przeniósł się do Dinama Woroneż, w którym zakończył karierę piłkarza w roku 2004.

## Kariera trenerska
Jeszcze będąc piłkarzem rozpoczął pracę szkoleniowca. Najpierw 2004 pomagał trenować piłkarzy Dinama Woroneż. Od 2005 do 2007 pomagał Siergiejowi Wołginu trenować Jertys Pawłodar. W lipcu 2007 dołączył do sztabu szkoleniowego Naftowyk-Ukrnafty Ochtyrka, a 17 listopada 2008 stał na czele ochtyrskiego klubu, którym kierował do 17 maja 2009 roku. Od 28 maja 2009 do 26 lipca 2010 prowadził pierwszą drużynę Fakiełu Woroneż, a potem do końca 2010 pracował z drużyną rezerw. 10 października 2013 został mianowany na stanowisko głównego trenera Wybor-Kurbatowo Woroneż, z którym pracował do 13 marca 2015, kiedy klub został rozwiązany.

## Sukcesy i odznaczenia

### Sukcesy piłkarskie
Urałmasz Jekaterynburg
- półfinalista Pucharu Intertoto UEFA: 1996

Fakieł Woroneż
- wicemistrz Rosyjskiej Pierwoj Ligi: 1999